# Limenitis tremulae
Limenitis tremulae är en fjärilsart som beskrevs av Easper 1800. Limenitis tremulae ingår i släktet Limenitis och familjen praktfjärilar. Inga underarter finns listade i Catalogue of Life.